# Regina Silveira
 (juillet 2024).
Si vous disposez d'ouvrages ou d'articles de référence ou si vous connaissez des sites web de qualité traitant du thème abordé ici, merci de compléter l'article en donnant les références utiles à sa vérifiabilité et en les liant à la section « Notes et références ».
Regina Silveira (née à Porto Alegre le 18 janvier 1939) est une artiste plasticienne et éducatrice artistique brésilienne.

## Biographie
Regina Silveira commence sa formation à Porto Alegre. Après avoir été diplômée de l'Institut des Arts de l'UFRGS en 1959, elle étudie la peinture et la gravure avec Iberê Camargo avec qui elle établit une relation à long terme.
Silveira commence à travailler comme illustratrice et peintre et réalise des gravures sur bois avec des patients de l'hôpital psychiatrique de Porto Alegre, d'où sort l'une de ses premières séries, As Loucas.
Elle voyage en Europe, où elle découvre l'art conceptuel. Pendant cette période, elle épouse l'artiste conceptuel espagnol Julio Plaza. Entre 1969 et 1973, le couple commence à enseigner à l'Université de Porto Rico sur le campus de Mayaguez, puis déménage à São Paulo en 1974.
À la suite de l'invitation de Walter Zanini, Regina enseigne à la Fundação Armando Álvares Penteado entre 1973 et 1985 et plus tard à l'Université de São Paulo de 1974 au milieu des années 2000.
Elle participe à la Biennale de São Paulo en 1983 et 1998, à la Biennale du Mercosul (2001, 2011) et à la VIe Biennale de Taipei (2006), en plus des expositions Brésil: Corps et Soul, au Guggenheim Museum, New York (2001), Philagrafika 2010, à Philadelphie et Mediations Biennale, Poznań, Pologne (2012). L'artiste a reçu des bourses de la Fondation John Simon Guggenheim (1990), de la Fondation Pollock-Krasner (1993) et de la Fondation Fulbright (1994). Silveira a reçu les prix de la Fondation Bunge en 2009, le Grand Prix de la Critique, décerné à l'œuvre Tramazul, présentée au MASP (2010/2011) par l'APCA en 2011.

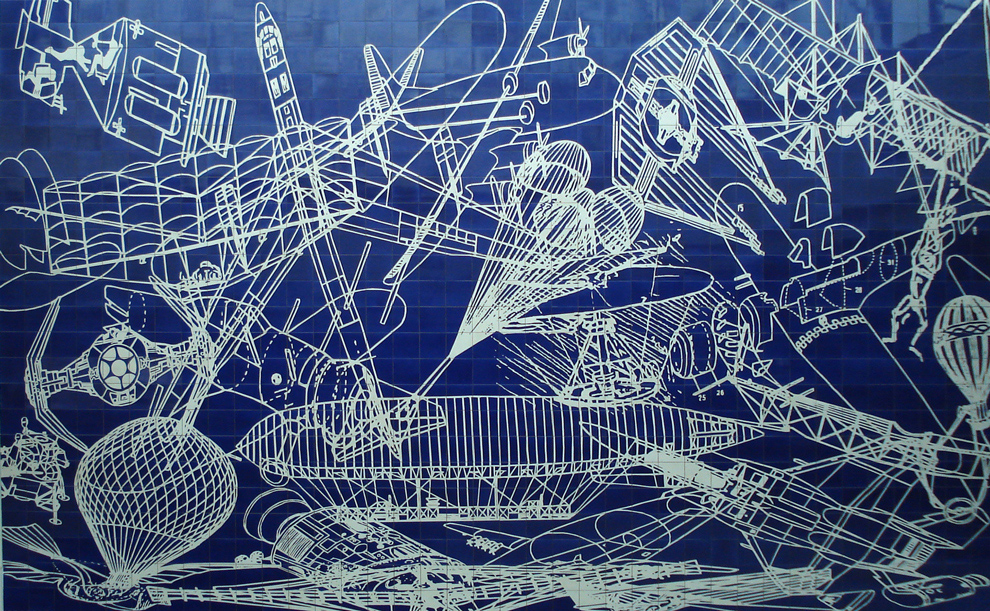
Ex Orbis, 2001, panel sur l'histoire de l'aviation à l'aéroport de Porto Alegre.